# Anomaloglossus parimae
Anomaloglossus parimae е вид жаба от семейство Aromobatidae.

## Разпространение
Видът е разпространен във Венецуела.